# 欲界
欲界，亦稱欲地，佛教術語，世界的三界之一。

## 概论
欲界是由欲樂（kāma）與界二者形成的複合字，此界是由物質主導，以追求欲樂為主，故而得名。
欲界爲欲界天人、人、阿修罗、畜生、餓鬼、地獄等六种境界众生（六道）杂居之地，皆有色身（物質身）、亦有男女飲食之欲樂，天人也不例外，但天层越高欲念越低。欲界天位於人道之上，分爲地居天、空居天，欲界天相較於其他两个等級的天——色界、无色界——爲最低次元。。

## 分类
欲界從下往上細分：
- 地獄（餓鬼所居）
- 人間（人、畜生、餓鬼雜居）
- 六欲天（天人所居，低處有一些餓鬼道眾生）：
  - 地居天（谓居於須彌山上）
    - 四天王天（位於须弥山的山腰）
    - 忉利天（又稱三十三天，天主為帝釋天）

  - 空居天（谓居於须弥山的山顶）
    - 夜摩天（意译善时天）
    - 兜率天（意译喜足天）
    - 化樂天
    - 他化自在天

## 引用和注释
1. ↑  
《大毘婆沙論》：「如《施設論》說：『贍部洲人，形交成婬，東毘提訶，西瞿陀尼，北拘盧洲，四大王眾天，三十三天，亦爾。夜摩天，相抱成婬。覩史多天，執手成婬。樂變化天，歡笑成婬。他化自在天，相顧眄成婬。』」

## 参見
- 三界
- 色界
- 无色界
- 天人 (佛教)
- 天 (佛教)